# ماكس بيتر
ماكس بيتر (بالإنجليزية: Max Angus)‏ هو رسام أسترالي، ولد في 30 أكتوبر 1914 في هوبارت في أستراليا، وتوفي بنفس المكان في 21 فبراير 2017.